# De Toneelmakerij
De Toneelmakerij is een Nederlands theatergezelschap.

## Geschiedenis
De Toneelmakerij is gevestigd in Amsterdam en in 2009 ontstaan uit de fusie van Huis aan de Amstel en Theatergroep Wederzijds. Na de fusie stond het gezelschap onder artistieke leiding van Liesbeth Coltof en Ad de Bont. In 2012 ging De Bont met pensioen. Coltof werd in 2019 opgevolgd door Paul Knieriem. Erica van Eeghen was tot 2021 zakelijk leider van het gezelschap. Zij werd opgevolgd door Marjolein van Bommel.
Het archief van Theatergroep Wederzijds bevindt zich in de theatercollectie van Bijzondere Collecties van de Universiteit van Amsterdam.
Binnen de standplaats Amsterdam zijn ze huisgezelschap van Jeugdtheater De Krakeling en Theater Bellevue. De producties van de Toneelmakerij spelen eerst een aantal weken in deze theaters alvorens op tournee te gaan langs verschillende theaters en schouwburgen in Nederland. Daarnaast wordt het theater in het eigen pand van de Toneelmakerij gebruikt voor afstudeerproducties van regiestudenten. 
De Toneelmakerij wordt zowel gesubsidieerd door de stad Amsterdam als door het Rijk. Het is een van de dertien gezelschappen voor jeugdpodiumkunsten die structureel door de rijksoverheid worden gesubsidieerd in het kader van een subsidiestelsel bekend als de 'culturele basisinfrastructuur' (BIS of bis).